# ジョン・オルミアス (初代ウォルサム男爵)
初代ウォルサム男爵ジョン・オルミアス（英語: John Olmius, 1st Baron Waltham、1711年7月18日 – 1762年10月5日）は、グレートブリテン王国の政治家、アイルランド貴族。グレートブリテン庶民院議員（在任：1737年 – 1742年、1754年 – 1762年）を務めた。

## 生涯
イングランド銀行副総裁ジョン・オルミアス（John Olmius、1731年12月20日没）と妻エリザベス（Elizabeth、旧姓クラーク（Clarke）、ロンドンの商人トマス・クラークの娘）の息子として、1711年7月18日に生まれた。
1735年2月にウェイマス・アンド・メルコム・レジス選挙区（4人区）の補欠選挙に出馬して、84票対157票で落選した。1737年3月の補欠選挙にも出馬して、今度は選挙区の有力者ジョージ・バブ・ドディントンから支持されて無投票で当選した。同年にエセックスのニュー・ホールを購入した。
1741年イギリス総選挙ではバブ・ドディントンが野党に転じていたため、選挙区で野党候補4人を立候補させた。オルミアスは首相ロバート・ウォルポールに協力したが、政府は野党派の地方官僚を解任するなどしてかえって反感を買い、結局野党候補4人が当選した。オルミアス自身はエセックスのコルチェスター選挙区（2人区）でも立候補しており、756票でトップ当選した。コルチェスターでは自由市民（freeman）であることが有権者の資格だったが、自由市民として認められるには市長の同意が必要だった。そのため、1728年にトーリー党の人物が市長に就任すると、多くの人々を自由市民として承認した。1741年の総選挙では政府が機密費を告訴に費やし、市長職と選管をホイッグ党員に戻した上、1728年から1729年にかけて承認された自由市民の票を無効票とした。オルミアスの当選にはこのような背景があったが、1741年の議会は反ウォルポール派多数であり、落選した候補者による選挙申し立てが認められた結果オルミアスは1742年2月に落選を宣告された。オルミアスは1746年から1747年までエセックス州長官を務めた後、1747年イギリス総選挙で再びコルチェスターから出馬したが、553票（得票数3位）で落選した。
議席を失った一方、1743年に2,800ポンドを貸すなど野党の長であるウェールズ公フレデリック・ルイスに接近、ウェールズ公の側近である第2代エグモント伯爵ジョン・パーシヴァルはウェールズ公の国王即位の暁に与えるべき官職リストにおいて、オルミアスには庶民院議員の議席を与えるべきだとした。ただし、ウェールズ公死後の1754年イギリス総選挙でオルミアスが三たびコルチェスターから出馬したときには第1次ニューカッスル公爵内閣の支持者とされた。この総選挙において、オルミアスは573票を得てトップ当選し、これをもってコルチェスターでの議席が安全になったと考えたが、エセックス統監の第4代ロッチフォード伯爵ウィリアム・ナッソー・ド・ザイレステインはニューカッスル公爵への手紙で「アイザック・マーティン・レボウは当選確実である。（1754年の総選挙で逆転落選した）チャールズ・グレイが再立候補したり、西インド人（の商人）が大金を投じてやってきたら、オルミアスは確実に追い出される」との予想を述べた。いずれにせよ、オルミアスは1761年イギリス総選挙ではコルチェスターから出馬せず、レボウとグレイが当選者となった。オルミアスは代わりにウェイマス・アンド・メルコム・レジスから出馬して当選した。
1757年にニューカッスル公爵に対し、ウェイマス・アンド・メルコム・レジスとコルチェスターにおける選挙や1745年ジャコバイト蜂起における政府への貢献を挙げてバス勲章の叙勲を申請した。このとき、両選挙区ともに莫大な影響力を有するように述べたが、『英国議会史』はいずれも誇張（highly exaggerated）とした。1761年には第3代ビュート伯爵ジョン・ステュアートに対しグレートブリテン貴族への叙爵を申請したが、グレートブリテン貴族への爵位は与えられず、代わりに1762年6月22日にアイルランド貴族であるキングス・カウンティにおけるフィリップスタウンのウォルサム男爵に叙された。叙爵から4か月後の10月5日に死去、息子ドリッグ・ビラーズが爵位を継承した。

## 家族
1741年9月8日、アン・ビラーズ（Anne Billers、1778年6月6日/8日没、ロンドン市長サー・ウィリアム・ビラーズの娘）と結婚、1男1女をもうけた。
- エリザベス（1797年6月12日没） - 1766年7月1日、ジョン・ラットレル（英語版）（のちの第3代カーハンプトン伯爵）と結婚、子供なし[2]
- ドリッグ・ビラーズ（1746年3月12日 – 1787年2月10日） - 第2代ウォルサム男爵[2]